# Strawberry (Arizona)
Strawberry és una concentració de població designada pel cens dels Estats Units a l'estat d'Arizona. Segons el cens del 2000 tenia 1.028 habitants.

## Demografia
Segons el cens del 2000, Strawberry tenia 1.028 habitants, 491 habitatges, i 354 famílies La densitat de població era de 39 habitants/km².
Dels 491 habitatges en un 14,9% hi vivien nens de menys de 18 anys, en un 64,6% hi vivien parelles casades, en un 4,9% dones solteres, i en un 27,7% no eren unitats familiars. En el 24,4% dels habitatges hi vivien persones soles l'11,6% de les quals corresponia a persones de 65 anys o més que vivien soles. El nombre mitjà de persones vivint en cada habitatge era de 2,09 i el nombre mitjà de persones que vivien en cada família era de 2,44.
Per edats la població es repartia de la següent manera: un 13,4% tenia menys de 18 anys, un 2,9% entre 18 i 24, un 17,1% entre 25 i 44, un 40,6% de 45 a 60 i un 26% 65 anys o més.
L'edat mediana era de 54 anys. Per cada 100 dones de 18 o més anys hi havia 95,2 homes.
La renda mediana per habitatge era de 35.739 $ i la renda mediana per família de 42.279 $. Els homes tenien una renda mediana de 38.125 $ mentre que les dones 26.389 $. La renda per capita de la població era de 21.609 $. Aproximadament el 6,9% de les famílies i el 10,8% de la població estaven per davall del llindar de pobresa.

## Poblacions properes
El següent diagrama mostra les poblacions més properes.